# Chambonchard
Chambonchard ist eine französische Gemeinde mit 79 Einwohnern (Stand 1. Januar 2022) im Département Creuse in der Region Nouvelle-Aquitaine; sie gehört zum Arrondissement Aubusson und zum Kanton Évaux-les-Bains.

## Geographie
Die Gemeinde liegt rund 30 Kilometer südwestlich von Montluçon, an der Grenze zu den benachbarten Départements Allier und Puy-de-Dôme in der Region Auvergne-Rhône-Alpes, die hier vom Fluss Cher gebildet wird. Nachbargemeinden von Chambonchard sind:  
- La Petite-Marche im Nordosten,
- Saint-Marcel-en-Marcillat im Osten,
- Château-sur-Cher im Südosten und
- Évaux-les-Bains im Süden, Westen, Nordwesten.

Der Ort selbst liegt in einer Flussschlinge am linken Ufer des Cher, in die auf der gegenüberliegenden Flussseite die Tartasse einmündet. Das Rathaus liegt etwas abseits vom Fluss im Weiler Le Theix.

## Bevölkerungsentwicklung

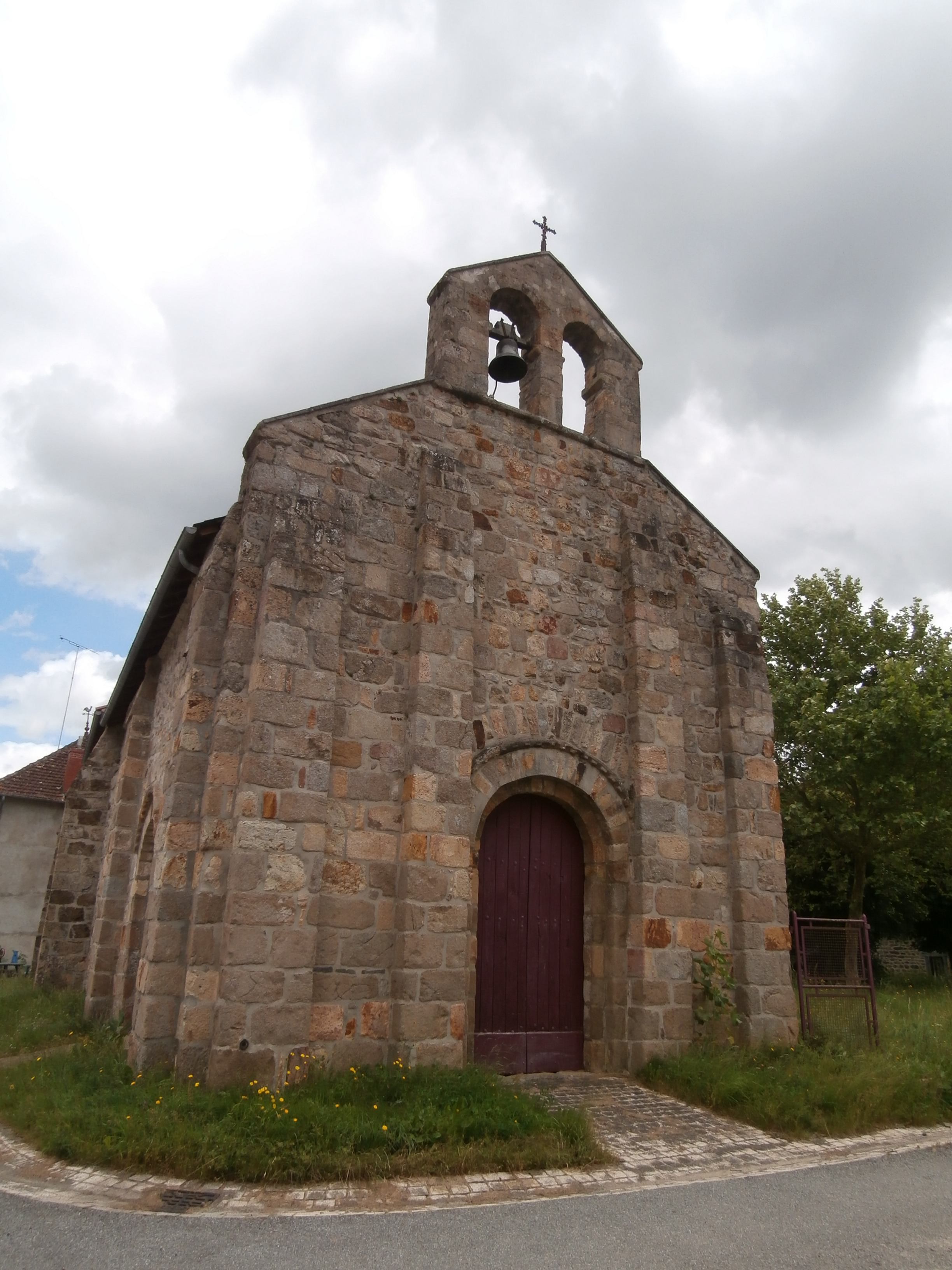
Kirche St. Martin

| Jahr      | 1968 | 1975 | 1982 | 1990 | 1999 | 2006 | 2018 |
| Einwohner | 175  | 155  | 129  | 116  | 84   | 79   | 81   |